# Técnica Dvorak

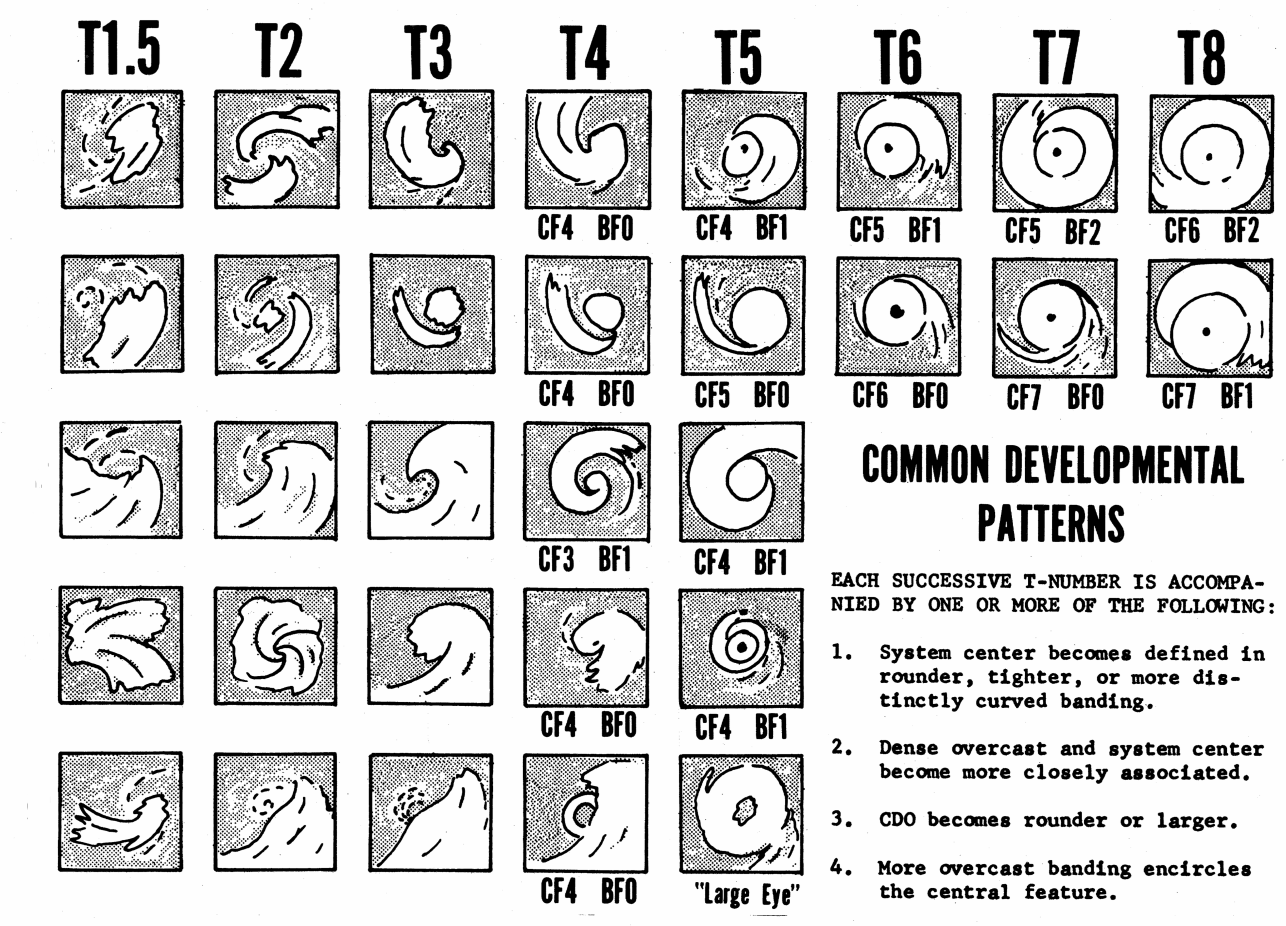
Padrões de desenvolvimento comuns vistos durante o desenvolvimento de ciclones tropicais e suas intensidades atribuídas a Dvorak

A técnica Dvorak (desenvolvida entre 1969 e 1984 por Vernon Dvorak) é um sistema amplamente utilizado para estimar a intensidade do ciclone tropical (que inclui depressão tropical, tempestade tropical e intensidades de furacão / tufão / ciclone tropical intenso) com base exclusivamente em imagens de satélite visível e infravermelho. Dentro da estimativa da força do satélite Dvorak para ciclones tropicais, existem vários padrões visuais que um ciclone pode assumir que definem os limites superior e inferior de sua intensidade. Os padrões primários usados são o padrão de banda curva (T1.0-T4.5), o padrão de cisalhamento (T1.5-T3.5), o padrão central denso (CDO) (T2.5-T5.0), cobertura fria central (CCC) padrão, padrão ocular com faixas (T4.0 – T4.5) e padrão ocular (T4.5 – T8.0).
Tanto o nublado denso central quanto o padrão de olho embutido usam o tamanho do CDO. As intensidades do padrão de CDO começam em T2.5, equivalente à intensidade mínima de tempestade tropical (40 mph, 65 km/h). A forma do nublado denso central também é considerada. O padrão dos olhos utiliza a frieza do topo das nuvens dentro da massa circundante de tempestades e a contrasta com a temperatura dentro do próprio olho. Quanto maior for a diferença de temperatura, mais forte será o ciclone tropical. Uma vez que um padrão é identificado, as características da tempestade (como comprimento e curvatura das feições de bandas) são analisadas posteriormente para chegar a um número T específico. O padrão CCC indica que pouco desenvolvimento está ocorrendo, apesar dos topos de nuvem fria associados ao recurso de rápida evolução.
Diversas agências emitem números de intensidade de Dvorak para ciclones tropicais e seus precursores, incluindo o National Hurricane Center 's Tropical Analysis and Forecast Branch (TAFB), o NOAA / NESDIS Satellite Analysis Branch (SAB) e o Joint Typhoon Warning Center na Naval Meteorology e o Comando de Oceanografia em Pearl Harbor, Havaí.

## Evolução do método

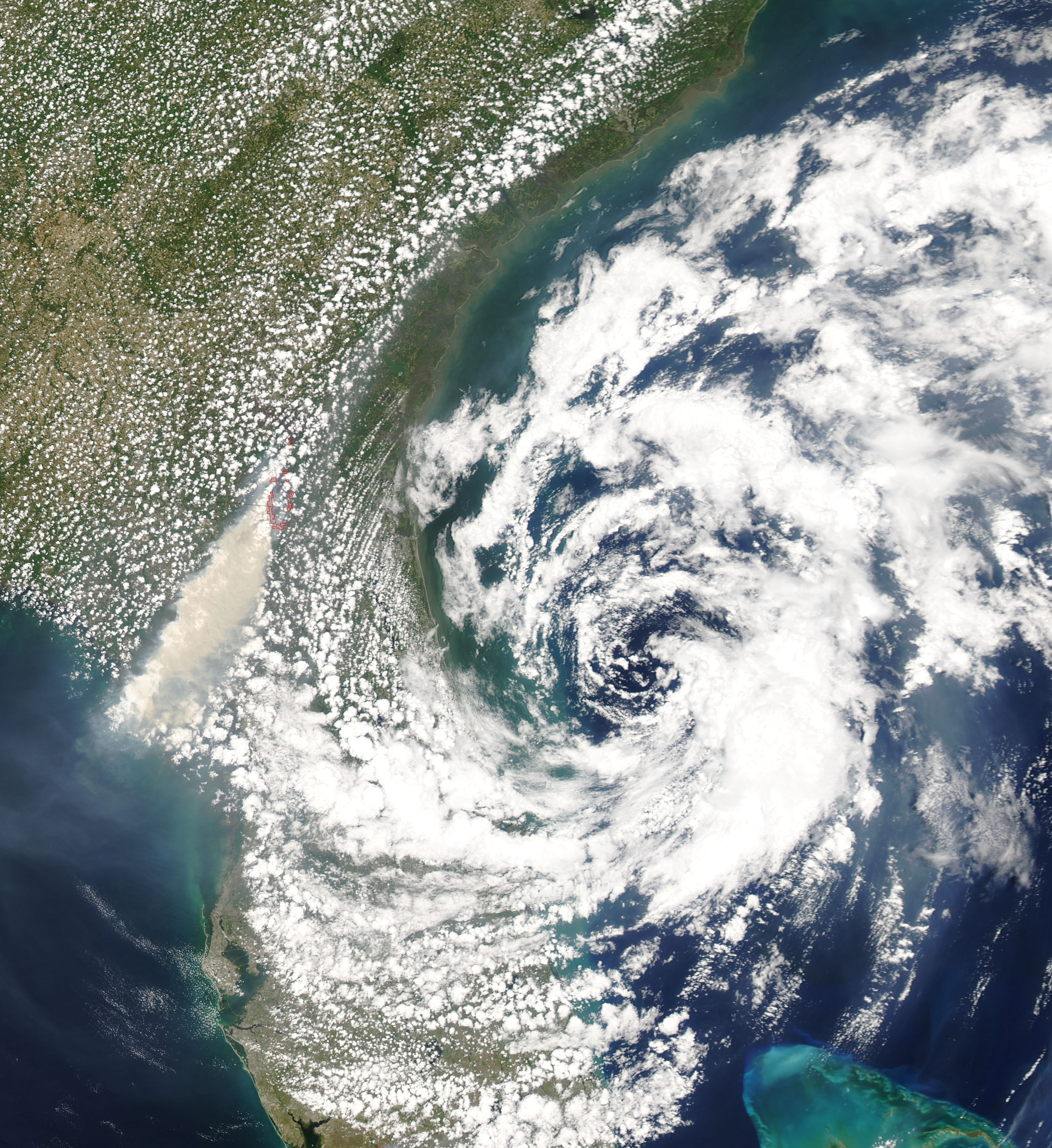
A técnica de Dvorak não diagnostica corretamente a intensidade do ciclone para tempestades como a tempestade subtropical Andrea, uma vez que se aplica apenas a ciclones tropicais

O desenvolvimento inicial desta técnica ocorreu em 1969 por Vernon Dvorak, usando imagens de satélite de ciclones tropicais no noroeste do Oceano Pacífico. O sistema, conforme foi inicialmente concebido, envolvia a correspondência de padrões de recursos de nuvem com um modelo de desenvolvimento e decaimento. Conforme a técnica amadureceu nas décadas de 1970 e 1980, a medição das características das nuvens tornou-se dominante na definição da intensidade do ciclone tropical e da pressão central da área de baixa pressão do ciclone tropical. O uso de imagens de satélite infravermelho levou a uma avaliação mais objetiva da força dos ciclones tropicais com os olhos, usando as temperaturas do topo das nuvens dentro da parede do olho e comparando-as com as temperaturas quentes dentro do próprio olho. As restrições à mudança de intensidade de curto prazo são usadas com menos frequência do que nas décadas de 1970 e 1980. As pressões centrais atribuídas aos ciclones tropicais exigiram modificação, pois as estimativas originais eram 5-10 hPa (0,15–0,29 inHg) muito baixo no Atlântico e até 20 hPa (0,59 inHg) muito alto no noroeste do Pacífico. Isso levou ao desenvolvimento de uma relação separada de vento-pressão para o noroeste do Pacífico, idealizada por Atkinson e Holliday em 1975, e então modificada em 1977.
Como analistas humanos que usam a técnica levam a tendências subjetivas, esforços têm sido feitos para fazer estimativas mais objetivas usando programas de computador, que foram auxiliados por imagens de satélite de alta resolução e computadores mais poderosos. Como os padrões de satélites de ciclones tropicais podem flutuar ao longo do tempo, as técnicas automatizadas usam um período médio de seis horas para levar a estimativas de intensidade mais confiáveis. O desenvolvimento da técnica objetiva Dvorak começou em 1998, que teve melhor desempenho com ciclones tropicais que tinham olhos (da força de furacão ou tufão). Ainda exigia uma colocação manual do centro, mantendo alguma subjetividade dentro do processo. Em 2004, uma técnica objetiva avançada de Dvorak foi desenvolvida, utilizando recursos de bandas para sistemas abaixo da intensidade do furacão e para determinar objetivamente o centro do ciclone tropical. Um viés de pressão central foi descoberto em 2004 relacionado à inclinação da tropopausa e às temperaturas do topo das nuvens que mudam com a latitude que ajudou a melhorar as estimativas de pressão central dentro da técnica objetiva.

## Detalhes do método
| T-Number | 1-min Winds            | 1-min Winds | 1-min Winds | Category (SSHWS) | Pressão Min.(milibares) | Pressão Min.(milibares) |
| T-Number | ([[nó (unidade)\|nós]) | (mph)       | (km/h)      | Category (SSHWS) | Atlântico               | Pacífico NW             |
| --- | ---------------------- | ----------- | ----------- | ---------------- | ----------------------- | ----------------------- |
| 1.0 – 1.5 | 25                     | 29          | 45          | abaixo TD        | ----                    | ----                    |
| 2.0 | 30                     | 35          | 55          | TD               | 1009                    | 1000                    |
| 2.5 | 35                     | 40          | 65          | TS               | 1005                    | 998                     |
| 3.0 | 45                     | 52          | 83          | TS               | 1000                    | 991                     |
| 3.5 | 55                     | 63          | 102         | TS-Cat 1         | 994                     | 984                     |
| 4.0 | 65                     | 75          | 120         | Cat 1            | 987                     | 976                     |
| 4.5 | 77                     | 89          | 143         | Cat 1–Cat 2      | 979                     | 966                     |
| 5.0 | 90                     | 104         | 167         | Cat 2–Cat 3      | 970                     | 954                     |
| 5.5 | 102                    | 117         | 189         | Cat 3            | 960                     | 941                     |
| 6.0 | 115                    | 132         | 213         | Cat 4            | 948                     | 927                     |
| 6.5 | 127                    | 146         | 235         | Cat 4            | 935                     | 915                     |
| 7.0 | 140                    | 161         | 260         | Cat 5            | 921                     | 898                     |
| 7.5 | 155                    | 178         | 287         | Cat 5            | 906                     | 879                     |
| 8.0 | 170                    | 196         | 315         | Cat 5            | 890                     | 858                     |
| 8.5† | 185                    | 213         | 343         | Cat 5            | 873                     | 841                     |
| Nota: As pressões mostradas para a bacia do Pacífico NW são menores, pois a pressão de toda a bacia é relativamente menor do que a da bacia do Atlântico. †Valores de 8.1–8.5 apenas são atribuídos apenas pela CIMSS e a NOAA automated advanced Dvorak systems e não são utilizados para análises subjetivas. |                        |             |             |                  |                         |                         |

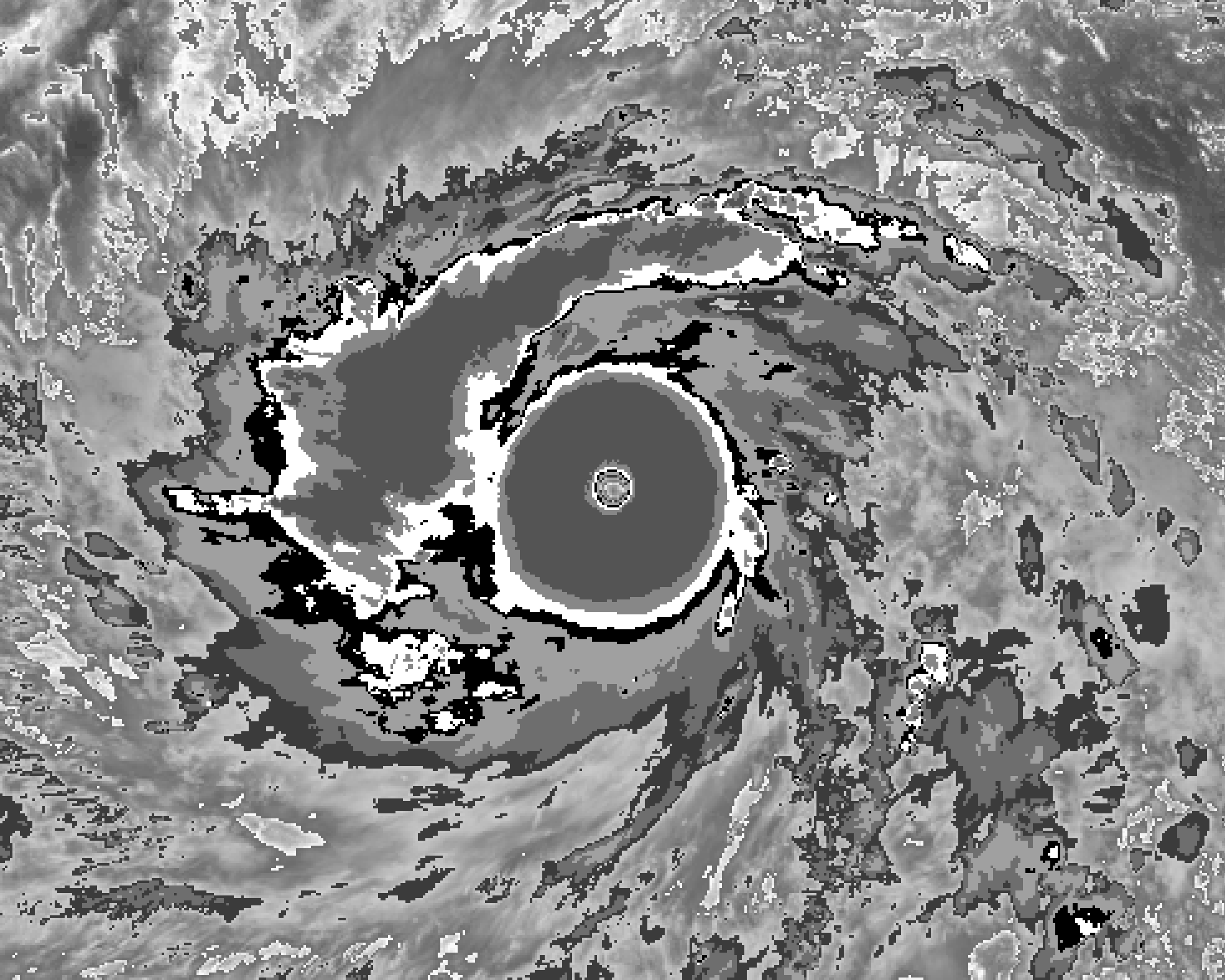
Imagens de aprimoramento de Dvorak do tufão Haiyan em T8.0

Em um ciclone em desenvolvimento, a técnica tira vantagem do fato de que ciclones de intensidade semelhante tendem a ter certas características e, à medida que se fortalecem, tendem a mudar de aparência de maneira previsível. A estrutura e organização do ciclone tropical são rastreadas ao longo de 24 horas para determinar se a tempestade enfraqueceu, manteve sua intensidade ou se intensificou. Vários recursos centrais de nuvens e faixas são comparados com modelos que mostram padrões típicos de tempestade e sua intensidade associada. Se imagens de satélite infravermelho estiverem disponíveis para um ciclone com um padrão de olho visível, a técnica utiliza a diferença entre a temperatura do olho quente e os topos das nuvens frias circundantes para determinar a intensidade (topos das nuvens mais frias geralmente indicam uma tempestade mais intensa). Em cada caso, um "número T" (uma abreviação de Número Tropical) e um valor de Intensidade Atual (CI) são atribuídos à tempestade. Essas medidas variam entre 1 (intensidade mínima) e 8 (intensidade máxima). O número T e o valor de CI são os mesmos, exceto para tempestades enfraquecedoras, caso em que o CI é maior. Para sistemas de enfraquecimento, o CI é considerado como a intensidade do ciclone tropical por 12 horas, embora pesquisas do National Hurricane Center indiquem que seis horas é mais razoável. A tabela à direita mostra a velocidade aproximada do vento de superfície e a pressão ao nível do mar que corresponde a um determinado número T. A intensidade com que um ciclone tropical pode mudar em um período de 24 horas é limitada a 2,5 Números T por dia.

### Tipos de padrões
Dentro da estimativa da força do satélite Dvorak para ciclones tropicais, existem vários padrões visuais que um ciclone pode assumir que definem os limites superior e inferior de sua intensidade. Os padrões primários usados são padrão de banda curva (T1.0-T4.5), padrão de cisalhamento (T1.5-T3.5), padrão de nublado denso central (CDO) (T2.5-T5.0), padrão de olho de banda (T4.0-T4.5), padrão de olho (T4.5 - T8.0) e padrão de cobertura fria central (CCC). Tanto o nublado denso central quanto o padrão de olho embutido utilizam o tamanho do CDO. As intensidades do padrão de CDO começam em T2.5, equivalente à intensidade mínima de tempestade tropical ( 40 mph (64 km/h) ). A forma do nublado denso central também é considerada. Quanto mais o centro estiver inserido no CDO, mais forte será considerado. Ciclones tropicais com ventos máximos sustentados entre 65 mph (105 km/h) e 100 mph (160 km/h) podem ter seu centro de circulação obscurecido pela nebulosidade do nublado denso central em imagens de satélite visível e infravermelho, o que torna o diagnóstico de sua intensidade um desafio.
O padrão CCC, com a sua grande massa de nuvens cirros se espalhando de uma área de convecção próxima ao centro de um ciclone tropical em um curto período de tempo, indica pouco desenvolvimento. Quando se desenvolve, as faixas de chuva e as linhas de nuvens ao redor do ciclone tropical enfraquecem e o espesso escudo de nuvens obscurece o centro de circulação. Embora se assemelhe a um padrão CDO, raramente é visto.
O padrão dos olhos utiliza a frieza do topo das nuvens dentro da massa circundante de tempestades e a contrasta com a temperatura dentro do próprio olho. Quanto maior for a diferença de temperatura, mais forte será o ciclone tropical. Os ventos em ciclones tropicais também podem ser estimados rastreando recursos dentro do CDO usando imagens de satélite geoestacionárias de varredura rápida, cujas fotos são tiradas em minutos, em vez de a cada meia hora.
Uma vez que um padrão é identificado, as características da tempestade (como comprimento e curvatura das feições de bandas) são analisadas posteriormente para chegar a um número T específico.

## Uso
Diversas agências emitem números de intensidade Dvorak para ciclones tropicais e seus precursores. Estes incluem o Centro Nacional de Furacões para Análise e Previsão Tropical (TAFB), o Poder de Análise de Satélite (SAB) da Administração Oceânica e Atmosférica Nacional e o Centro Conjunto de Alerta de Tufão no Centro Naval de Meteorologia e Oceanografia do Pacífico em Pearl Harbor, Havaí.
O Centro Nacional de Furacões costuma citar os números T de Dvorak em seus produtos de ciclones tropicais. O exemplo a seguir é da discussão número 3 da Depressão Tropical 24 (eventualmente, o furacão Wilma ) da temporada de furacões no oceano Atlântico de 2005 :
```
BOTH TAFB AND SAB CAME IN WITH A DVORAK SATELLITE INTENSITY ESTIMATE OF T2.5/35 KT. HOWEVER ...OFTENTIMES THE SURFACE WIND FIELD OF LARGE DEVELOPING LOW PRESSURE SYSTEMS LIKE THIS ONE WILL LAG ABOUT 12 HOURS BEHIND THE SATELLITE SIGNATURE. THEREFORE... THE INITIAL INTENSITY HAS ONLY BEEN INCREASED TO 30 KT.
```

Observe que, neste caso, o número T de Dvorak (neste caso T2.5) foi usado simplesmente como um guia, mas outros fatores determinaram como o NHC decidiu definir a intensidade do sistema.
O Instituto Cooperativo para Estudos de Satélites Meteorológicos (CIMSS) da Universidade de Wisconsin-Madison desenvolveu a Técnica Dvorak Objetiva (ODT). Esta é uma versão modificada da técnica Dvorak que usa algoritmos de computador em vez de interpretação humana subjetiva para chegar a um número CI. Isso geralmente não é implementado para depressões tropicais ou tempestades tropicais fracas. Espera-se que a Agência Meteorológica da China (CMA) comece a usar a versão padrão do Dvorak de 1984 em um futuro próximo. O Departamento Meteorológico da Índia (IMD) prefere usar imagens de satélite visíveis em vez de imagens de infravermelho devido a uma alta distorção percebida nas estimativas derivadas de imagens de infravermelho durante as primeiras horas da manhã de máximo convectivo. A Agência Meteorológica do Japão (JMA) usa a versão infravermelha do Dvorak em vez da versão de imagem visível. O Observatório de Hong Kong e o JMA continuam a utilizar Dvorak após a chegada de um ciclone tropical. Vários centros mantêm a intensidade de corrente máxima por 6-12 horas, embora essa regra seja quebrada quando o enfraquecimento rápido é óbvio.

O site de ciência Citizen Cyclone Center usa uma versão modificada da técnica Dvorak para categorizar o clima tropical pós-1970.

Satellite Images of Selected Tropical Storms and hurricanes with Associated T-Number
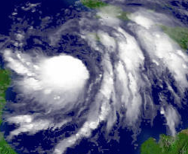
Tempestade tropical Wilma em T3.0
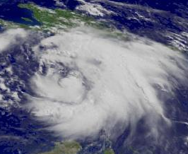
Tempestade tropical Dennis em T4.0
Furacão Jeanne em T5.0
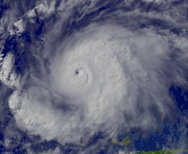
Furacão Emily em T6.0

## Benefícios e desvantagens
O benefício mais significativo do uso da técnica é que ela forneceu uma história mais completa da intensidade dos ciclones tropicais em áreas onde o reconhecimento de aeronaves não é possível nem rotineiramente disponível. As estimativas de intensidade do vento máximo sustentado estão atualmente dentro de 5 mph (8.0 km/h) de quais aeronaves são capazes de medir metade do tempo, embora a atribuição de intensidade de sistemas com intensidades entre força moderada de tempestade tropical ( 60 mph (97 km/h) ) e força de furacão ou tufão fraca ( 100 mph (160 km/h) ) é o menos certo. Sua precisão geral nem sempre foi verdadeira, pois os refinamentos na técnica levaram a mudanças de intensidade entre 1972 e 1977 de até 20 mph (32 km/h). O método é internamente consistente no sentido de que restringe aumentos ou diminuições rápidas na intensidade do ciclone tropical. Alguns ciclones tropicais flutuam em força mais do que 2,5 Limite de números T por dia permitido pela regra, o que pode funcionar em desvantagem para a técnica e levou ao abandono ocasional das restrições desde a década de 1980. Sistemas com olhos pequenos perto do membro, ou borda, de uma imagem de satélite podem ser enviesados muito fracamente usando a técnica, o que pode ser resolvido através do uso de imagens de satélite em órbita polar. A intensidade do ciclone subtropical não pode ser determinada usando Dvorak, o que levou ao desenvolvimento da técnica de Hebert-Poteat em 1975. Ciclones em transição extratropical, perdendo sua atividade tempestuosa, vêem suas intensidades subestimadas pela técnica de Dvorak. Isso levou ao desenvolvimento da técnica de transição extratropical de Miller e Lander, que pode ser usada nessas circunstâncias.